# Günther von Kluge
Günther von Kluge (født 30. oktober 1882, død 19. august 1944) var tysk generalfeltmarskal og hærfører under 2. verdenskrig. 

## Biografi
Han voksede op i en officersfamilie og fik selv en officersuddannelse. Under 1. verdenskrig gjorde han generalstabstjeneste og fortsatte efter krigen i Reichswehr. Han blev generalmajor i 1933. 
I felttoget mod Polen i 1939 var han arméchef for 4. armé, ligesom han også ledede denne armé i lynkrigen mod Frankrig i 1940, hvor han erobrede de franske atlanthavne. Hitler udnævnte ham herefter til generalfeltmarskal. Kluge deltog også i Operation Barbarossa, det tyske angreb på Sovjetunionen i 1941, hvor 4. armé var en del af armégruppe Midte. 
I juli 1944 efter den allierede invasion afløste han Gerd von Rundstedt som Oberbefehlshaber West med kommando over den tyske vestfront. I forbindelse med attentatet på Hitler den 20. juli 1944 blev von Kluge mistænkt for meddelagtighed og fik frataget sin kommando. Han blev kaldt til Førerhovedkvarteret, men på turen hertil fra Frankrig begik han selvmord med en cyankaliumkapsel.